# Nieswoiste komórki limfoidalne
Nieswoiste komórki limfoidalne (ang. Innate Lymphoid Cells, ILC), inaczej naturalne komórki limfoidalne lub wrodzone komórki limfoidalne – rodzina komórek układu odpornościowego nieswoistego, wywodząca się ze wspólnych progenitorowych komórek limfopoezy (ang. common lymphoid progenitors, CLP). 
Nieswoiste komórki limfoidalne morfologicznie przypominają limfocyty, lecz nie mają receptorów TCR lub BCR, typowych dla limfocytów T lub B.
Ich siedzibą są zarówno tkanki limfoidalne (związane z układem odpornościowym), jak i nielimfoidalne, natomiast rzadko występują we krwi obwodowej. 
Spełniają wiele ważnych funkcji fizjologicznych (m.in.: homeostazę tkankową, morfogenezę, metabolizm, naprawę i regenerację), a także mają istotne znaczenie w odpowiedzi odpornościowej na zakażenia i uszkodzenie tkanek. Funkcjonalne podobieństwo do komórek T może sugerować, że są one w pewnym stopniu odpowiednikami limfocytów T nieswoistego układu immunologicznego.
Na podstawie szlaków ich powstawania, fenotypu i wytwarzanych cytokin w 2013 roku ILC podzielono na trzy grupy: 1, 2 i 3, ale po dalszych badaniach wyróżniono ostatecznie pięć odrębnych podzbiorów: komórki NK, komórki ILC1, ILC2, ILC3 i komórki indukujące powstawanie tkanki limfatycznej (LTi). 
Zaburzenia w funkcjonowaniu ILC mogą prowadzić do takich immunologicznych stanów chorobowych jak np.: alergia, astma oskrzelowa i choroby autoimmunologiczne.